# LCG Twin Tube
LCG Twin Tube is een frame van de Honda CBR 400 RR motorfiets.
Bij dit frame lopen twee hoofdbalken langs het motorblok, wat er in feite een lateraal frame van maakt. Daarom zouden de letters LC weleens Lateral Concept kunnen betekenen, maar het zou ook Lateral Castec Gull-arm kunnen zijn, duidend op de Gull Arm (banaan) constructie van de achtervork. Zie ook Castec Gull Arm.
Achterbrug · Balhoofd · Brugframe · Buisframe · Composietframe · Deltabox · Dubbel wiegframe · Duplex frame · E-box frame · Enkel wiegframe · FAST frame · Featherbed frame · Garden gate frame · Lateral Frame Concept · LCG Twin Tube · Loop Frame · Lowboy frame · MR-Albox · Omega frame · Open frame · Perimeter frame · Pivot frame · Pivotless frame · Plaatframe · Raked frame · Rigid frame · Semi-pivotless frame · Slimline frame · Spaceframe · Springframe · Starframe · Stijf frame · Tankframe · Twin Spar frame · Vakwerkframe · Wiegframe · Zeta frame